# Секуље
Секуље (слч. Sekule) насељено је мјесто са административним статусом сеоске општине (слч. obec) у округу Сењица, у Трнавском крају, Словачка Република.

## Становништво
| Година:    | 1994. | 2004.   | 2014.   | 2024.   |
| ---------- | ----- | ------- | ------- | ------- |
| Број људи: | 1578  | 1633    | 1738    | 1724    |
| Разлика:   |       | +3,48 % | +6,42 % | -0,80 % |

| Година:    | 2023. | 2024.   |
| ---------- | ----- | ------- |
| Број људи: | 1732  | 1724    |
| Разлика:   |       | -0,46 % |

Према подацима о броју становника из 2024. године насеље је имало 1724 становника.